# Jacques Ferté
 (mai 2015).
Pour les articles homonymes, voir Ferté.
Jacques Ferté, né le 31 octobre 1898 à Soissons dans l'Aisne et décédé à Troyes le 6 avril 1967, est un des fondateurs des mouvements chrétiens dans le milieu agricole français. On lui doit aussi la création des allocations familiales pour les agriculteurs et leurs familles.

## Biographie
Il est de fils de Jean-Jules Toussaint Ferté (1872-1958) et de Blanche Marie Demory (1873-1943). Il se marie 26 avril 1924 avec Henriette Marie-Juliette Maitre. Il est fait Chevalier de Saint-Grégoire-le-Grand[Quand ?]. Les familles Ferté et Demory sont toutes deux de vieille souche terrienne : leurs descendants extrêmement nombreux occupent, pour la plupart, des fermes dans le Soissonnais[réf. nécessaire].

### Un militant chrétien engagé
Il est un des militants chrétiens du monde agricole qui marque le XXe siècle. Son engagement est constant dans ce sens. En 1929, Jacques Ferté est le rapporteur de la commission rurale de l'Association catholique de la jeunesse française (ACJF) ; constatant le succès et les progrès de la JOC, il crée la Jeunesse agricole catholique (JAC) avec l'abbé Alfred Foreau ; il en est le premier Président national. En 1939, il devient président de la ligue agricole catholique puis du Mouvement familial rural (MFR) dont il sera aussi le premier président. Il contribue à la naissance de l'Action catholique rurale adulte.

### Un patron chrétien socialement engagé dans l'évolution du monde agricole
Après la Première Guerre mondiale, il achète l'ancienne maison forte des seigneurs de Passy qui a été ruinée par les combats. Au départ l'exploitation est en partie orientée vers l'élevage de chevaux et de bœufs de labour et de vaches laitières. Sur les 400 hectares, il va promouvoir une agriculture moderne en développant des nouveaux créneaux comme la culture du colza et la production d'huile. Il va aussi importer en France, après la Seconde Guerre mondiale, la pomme Golden dont il va être le promoteur de la production et d'autres variétés comme la Canada. 
Il va contribuer en mettant en pratique les principes de la JAC à faire évoluer les structures agricoles françaises. Il développe aussi ses convictions de solidarités propres au monde rural avec la création de coopératives à La Ferté-Milon pour le blé d'abord et ensuite pour le colza. 
En 1929, il est déjà à titre professionnel, membre de la Société des agriculteurs français. C'est aussi un patron social. Pour ses ouvriers, plus d'une quarantaine, d'origine polonaise, il crée une cantine qui est tout à la fois un restaurant, une salle de jeux et aussi un lieu d'hébergement. C'est aussi le lieu convivial où se retrouvent les jeunes du villages autochtones comme émigrés. Il souhaite favoriser le développement de la notion de communauté pour ce village d'à peine plus d'une centaine d'habitants. En 1925, sur les 120 habitant, 50 sont français. Pour les employés de son exploitation agricole et des habitants du village, il met à disposition dès les années 50, une dizaine d'hectares de terre et leur fournit les plans pour qu'ils développent sous forme coopérative leur propre production de pommes à croquer. L'expérience s'arrêtera en 1985 faute de successeurs aux premiers coopérateurs.
Au Centre français du patronat chrétien (CFPC, devenu le mouvement Entrepreneurs et dirigeants chrétiens), il est responsable de la branche agriculture et, à ce titre, crée des liaisons avec l'organisme international correspondant, l'Union internationale chrétienne des dirigeants d’entreprises. Les relations avec l'Amérique latine ont été l'investissement de ses dernières années.
Conformément aux principes de la JAC, il s'engage aussi dans la vie politique locale. Il est notamment maire de Passy-en-Valois, sa commune, à partir de 1925.